# 柴田武
柴田 武（しばた たけし、1918年7月14日 - 2007年7月12日）は、日本の言語学者、国語学者。東京大学名誉教授、埼玉大学名誉教授。

## 略歴
出生から修学期
1918年、愛知県名古屋市で生まれた。東京帝国大学文学部言語学科で学び、1942年に卒業。
東洋史研究者として(戦前)
同1942年10月、東京帝国大学文学部副手に採用された。1943年7月、中華民国ならびに蒙疆地域に出張。2か月にわたって同地で蒙古語を教えると同時に、民俗学研究所から奨学金を受給して蒙古語、ウイグル語、キルギス語、サラール語、タングート語などを調査。1944年3月、陸軍臨時嘱託として参謀本部にも勤務することとなり、終戦までトルコ語の暗号解読に従事した。1945年4月、東京帝国大学講師助手に昇格。
太平洋戦争後
太平洋戦争終結後、連合国軍の占領下に置かれると、1948年3月より連合軍総司令部民間情報教育部専門技術官を命じられた。その際に、日本語の識字率調査に携わった。1949年、国立国語研究所所員に採用。話しことば研究室に配属されて調査・研究にあたった。
1964年、東京外国語大学教授に就任。1968年、東京大学文学部教授に転じた。1969年、学位論文『言語地理学の方法』を東京大学に提出して文学博士の学位を取得。1979年、東京大学を定年退官し、名誉教授となった。その後は同年4月より埼玉大学教養学部教授として教鞭をとった。1984年、埼玉大学を定年退職、2005年4月に名誉教授称号を授与される。
2007年7月12日午前7時43分、低酸素症のため浦賀病院(神奈川県横須賀市)で死去。

## 受章・栄典
- 1984年：NHK放送文化賞を受賞。
- 1992年：勲三等旭日中綬章を受章。

## 研究内容・業績
- 言語学のうち、方言地理学、社会言語学を中心に研究を行った[4]。この分野の主な著作としては、「日本の方言」（岩波書店）がある。
- 『新明解国語辞典』（三省堂）や『類語大辞典』（講談社）の編纂にも参加した。
- 長く、NHKテレビ『日本語再発見』に出演し、一般にも親しまれた。1985年には、NHK放送文化賞を受賞している。
- 教育出版の小学校・中学校用の国語教科書の執筆にも長年携わっていた。

### 国字ローマ字論
敗戦時、「日本語は漢字が多いために覚えるのが難しく、識字率が上がりにくいために民主化を遅らせている」という偏見から、GHQのジョン・ペルゼルによる発案で、日本語をローマ字表記にしようとする計画が持ち上がった。そして正確な識字率調査のため、民間情報教育局は国字ローマ字論者の言語学者である柴田に全国的な調査を指示した（統計処理は林知己夫が担当）。
1948年8月、文部省教育研修所（現・国立教育政策研究所）により、15歳から64歳までの約1万7千人の老若男女を対象とした日本初の全国調査「日本人の読み書き能力調査」が実施されたが、その結果は漢字の読み書きができない者は2.1%にとどまり、日本人の識字率が非常に高いことが証明された。柴田はテスト後にペルゼルに呼び出され、「識字率が低い結果でないと困る」と遠回しに言われたが、柴田は「結果は曲げられない」と突っぱね、日本語のローマ字化は撤回された。
以上の経緯から国字ローマ字論(漢字廃止論)に関する第一人者であり、財団法人日本のローマ字社の理事長を長らく務めた。

## 著作

### 単著
- 『文字と言葉』刀江書院 1950
- 『日本の方言』岩波新書 1958
- 『生きている方言』筑摩書房(グリーンベルト・シリーズ)  1965
- 『ことばの社会学』(NHKブックス) 日本放送出版協会 1965
- 『言語地理学の方法』筑摩書房 1969
- 『方言の世界：ことばの生まれるところ』平凡社 1978
- 『社会言語学の課題』三省堂 1978
- 『知ってるようで知らない日本語 たとえば「小春びより」って,いつのこと?』ごま書房(ゴマブックス) 1987
- 『知ってるようで知らない日本語 2 たとえば「秋波」って、どんな波?』ごま書房(ゴマブックス) 1987
- 『柴田武にほんごエッセイ』大修館書店 1987
- 『糸魚川言語地図』(全3巻)　秋山書店 1988-1995
- 『知ってるようで知らない日本語 3 たとえば「てんてこ舞い」って、どんな踊り?』ごま書房(ゴマブックス) 1988年
- 『語彙論の方法』三省堂 1988
- 『方言論』平凡社 1988
- 『脱脂文明：二十一世紀への提言』サンライズ企画 1990
- 『日本語なるほど事典』ごま書房 1992
- 『日本語はおもしろい』岩波新書 1995
- 『日本語を考える』博文館新社 1995
- Sociolinguistics in Japanese Contexts, Mouton de Gruyter, 1998
- 『その日本語、通じていますか?』角川oneテーマ21 2002
- 『覚えておきたい美しい日本語』角川書店 2002
- 『常識として知っておきたい日本語』(正続)幻冬舎 2002
- 『ホンモノの敬語』角川oneテーマ21 2004
- 『人前で使える日本語：もう誤用で赤っ恥をかかない』祥伝社 2004
- 『ことばのふるさと見ぃつけた』ベスト新書 2005

### 共著編
- 『トルコ・蒙古・朝鮮編』(世界の民話と伝説 6) 服部四郎・金素雲共著、さ・え・ら書房 1961

担当：「トルコの民話と伝説」柴田訳, 11-85頁
担当：「トルコの神話と民話について」柴田著, 86-95頁
- 『わたしは日本人になりたい』W・A・グロータース著、筑摩書房 1964
- 『誤訳』グロータース共著、三省堂 1967
- 『ことばの意味  辞書に書いてないこと』(全3巻)国広哲弥・長嶋善郎・山田進・浅野百合子共著、平凡社選書 1976
  - 選書化 平凡社ライブラリー 2003
- 『現代日本語』朝日新聞社 1976
- 『現代の日本語』祖父江孝男・徳川宗賢共著、三省堂選書 1977
- 『奄美徳之島のことば』秋山書店 1977
- 『メダカの方言：辛川十歩』未央社 1980
- 『漢字の風物詩 画家と学者の出会い』榎戸文彦共著、徳間書店 1989
- 『世界のことば小事典』大修館書店 1993
- 『世界ことわざ大事典』大修館書店 1995
- 『明解物語』武藤康史 三省堂 2001
- 『類語大辞典』山田進 講談社 2002
- 『おじいちゃんの日本語教室』井口豪共著、朝日新聞社 2003

### 訳書
- 『言語地理学入門』E.コセリウ著、グロータース共訳、三修社 1981